# Alexander Markowitsch Ostrowski

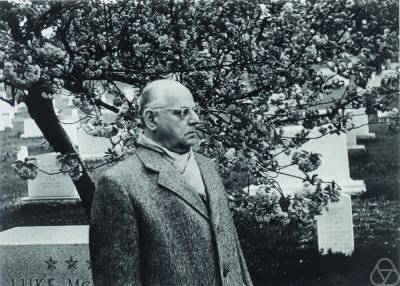
Ostrowski in Washington (1964)

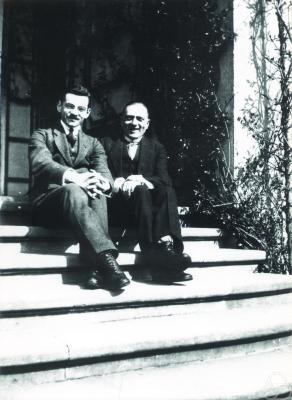
Ostrowski (rechts) mit Otto Toeplitz

Alexander Markowitsch Ostrowski (ukrainisch Олександр Маркович Островський, russisch Александр Маркович Островский, wiss. Transliteration Aleksandr Markovič Ostrovskij; * 25. September 1893 in Kiew; † 20. November 1986 in Montagnola bei Lugano) war ein russisch-deutsch-schweizerischer Mathematiker.

## Leben
Ostrowskis Vater war Kaufmann in Kiew. Alexander Ostrowski besuchte dort die Handelsschule, nahm aber daneben schon als 15-Jähriger am mathematischen Seminar der Universität Kiew unter Dmitri Alexandrowitsch Grawe gleichberechtigt teil und schrieb auch seine erste Veröffentlichung. Da er nur ein Diplom der Handelsschule hatte, konnte er trotz Grawes Fürsprache nur in Deutschland studieren, wo er von Kurt Hensel an der Universität Marburg 1912 als Student akzeptiert wurde. Während seiner Internierung im Ersten Weltkrieg konnte er auf Hensels Fürsprache weiter die Bibliothek benutzen und sich ganz auf die Mathematik konzentrieren.
1918 nahm er sein Studium an der Universität Göttingen bei David Hilbert und Edmund Landau wieder auf und promovierte 1920 mit der Arbeit Über Dirichletsche Reihen und algebraische Differentialgleichungen. Danach war er bei Erich Hecke an der Universität Hamburg, wo er sich 1922 habilitierte. Von 1923 bis 1927 lehrte er als Privatdozent in Göttingen. In den Jahren 1925 und 1926 war er als Stipendiat der Rockefeller-Stiftung in England.
1927 wurde Ostrowski auf eine ordentliche Professur an die Universität Basel berufen. 1950 erwarb er in Basel die Schweizer Staatsbürgerschaft. Nach seiner Emeritierung 1958 lehrte er weiter als Gastprofessor an diversen US-amerikanischen Universitäten und war auch als Numeriker mit dem National Bureau of Standards der USA verbunden.

## Werk
Ostrowski hat auf vielen Gebieten der Mathematik wichtige Beiträge geliefert, besonders aber in der Analysis. 1920 bewies er, dass Dirichlet-Reihen, deren Koeffizienten sich nicht durch eine endliche Basis ausdrücken lassen, keiner algebraischen Differentialgleichung genügen, wobei er ein von Hilbert gestelltes Problem löste (Hilbert behandelte den Fall der Riemannschen Zetafunktion).
Zwei unterschiedliche, grundlegende Tatsachen aus der Bewertungstheorie beziehungsweise der Theorie der Beträge werden oft als Satz von Ostrowski bezeichnet:
- Die einzigen möglichen Betragsfunktionen auf den rationalen Zahlen sind (bis auf Äquivalenz) der triviale Betrag, der übliche reelle Absolutbetrag und die p-adischen Beträge für Primzahlen p. Wegen des Zusammenhangs zwischen Beträgen und Bewertungen sind damit auch alle Bewertungen auf {\displaystyle \mathbb {Q} } bekannt, was wiederum hilft, auch die Bewertungen bestimmter Körpererweiterungen von {\displaystyle \mathbb {Q} } zu klassifizieren.
- Jeder Körper, der bezüglich eines archimedischen Betrages vollständig ist, ist algebraisch und topologisch isomorph zum Körper der reellen Zahlen oder zum Körper der komplexen Zahlen. Anders ausgedrückt: es gibt keine echte Körpererweiterung der komplexen Zahlen, auf die der komplexe Absolutbetrag fortgesetzt werden kann. Eine Verallgemeinerung dieses Satzes auf komplexe Banachalgebren ist der Satz von Gelfand-Mazur.

Ostrowski war federführend im Bereich der Numerischen Analysis und erbrachte viele akkurate Beweise für die Konvergenz verschiedener Verfahren. Zudem entwickelte er viele, auch heute noch in der Numerik verwendete, stabile Verfahren. Außerdem arbeitete er viel in der Numerik der linearen Algebra.
Der nach ihm benannte Ostrowski-Preis wird seit 1989 an herausragende Leistungen in der Mathematik vergeben.

## Schriften
- Collected mathematical papers. 5 Bde., Birkhäuser, Basel 1983–1984.
- Aufgabensammlung zur Infinitesimalrechnung. Mehrere Bde., Birkhäuser, Basel 1972 (zuerst 1964).
- Vorlesungen über Differential- und Integralrechnung, 3 Bde., Birkhäuser, 2. Aufl. Basel 1963 (zuerst 1945, 1951).
- Solution of equations and systems of equations. Academic Press 1960, New York 1965.